# Victor Marijnen
Victor Marijnen, né le 21 février 1917 à Arnhem et mort le 5 avril 1975 à La Haye, est un homme d'État néerlandais. Membre du Parti populaire catholique (KVP), il est Premier ministre des Pays-Bas du 24 juillet 1963 au 14 avril 1965.

## Biographie
Victor Marijnen naît à Arnhem, dans l'est des Pays-Bas, le 21 février 1917. En 1941, il est diplômé en droit de l'université Radboud de Nimègue.
Il travaille au service de la comptabilité du ministère du Commerce, de l'Industrie et de la Navigation marine et du ministère de l'Agriculture, de la Pêche et de l'Alimentation. En 1945, il est détaché auprès du Conseil pour la restitution des droits juridiques. En 1949, il devient secrétaire de la Société agricole, puis est nommé, en 1951, secrétaire général du département du commerce agricole international du ministère de l'Agriculture, de la Pêche et de l'Alimentation. En 1957, il devient secrétaire de l'Association générale des employeurs catholique et de la Fédération catholique des associations d'employeurs.
Il entre au cabinet De Quay, comme ministre de l'Agriculture et de la Pêche, en 1959. Il devient ensuite Premier ministre des Pays-Bas du 24 juillet 1963 au 14 avril 1965 à la suite des élections législatives du 15 mai 1963. De 1965 à 1966, il est représentant à la Seconde Chambre des États généraux et parallèlement à cela, président du conseil d'administration de l'Autorité Rijnmond. En 1967, il est également nommé président du Conseil des postes et télécommunications. Le 16 octobre 1968, il est nommé bourgmestre de La Haye.
Il meurt le 5 avril 1975 en fonction de bourgmestre à La Haye à l'âge de 58 ans d'un infarctus du myocarde.

## Décorations
- Officier de l'ordre d'Orange-Nassau
- Grand officier de l'ordre d'Orange-Nassau